# Le National (Франция)
«Le National» [Лё Насьона́ль] — французская бывшая ежедневная газета, основанная в конце декабря 1829 года журналистами Адольфом Тьером, Арманом Каррелем, Франсуа-Огюстом Минье и книгоиздателем Огюстом Сотеле́ (Auguste Sautelet), и превратившаяся в орган борьбы против Второй реставрации; выходила вплоть до 31 декабря 1851 г.
Газета говорила крайне вызывающим тоном по адресу правительства и пользовалась громадным успехом.

## Редакторы и программа
Главным редактором издания, как было условлено между Тьером, Минье и Каррелем, становился каждый из них по очереди в течение года; начать должен был Тьер, как старший. Не разделяя многих взглядов Тьера, Каррель в тот первый период не играл большой роли в газете и ограничивался помещением в ней статей литературного характера.
1 января 1830 года в газете появилась передовая статья, написанная Тьером, в которой определялась её программа: верность династии Бурбонов, но при условии строгого соблюдения конституционной хартии 1814 года. Так как правительство Карла Х не обнаруживало ни малейшего желания соблюдать хартию, то уже в феврале 1830 года газета заявила о возможности кандидатуры герцога Орлеанского на французский трон; за этим последовал процесс и присуждение Тьера к значительному штрафу, который был покрыт общественной подпиской.
Другая статья Тьера носила название «Король царствует, но не управляет» — принцип, скоро принятый сторонниками конституционной монархии как основа конституционного государственного строя.

## Июльская революция
Когда в июле 1830 года были обнародованы известные ордонансы, редакторы газеты подписались под протестом журналистов, инициатива которого исходила из редакции «National». Как участники борьбы против Карла Х, после торжества революции они получили видные посты: Каррель был назначен префектом, но отказался; Тьер и Минье получили административные посты. 

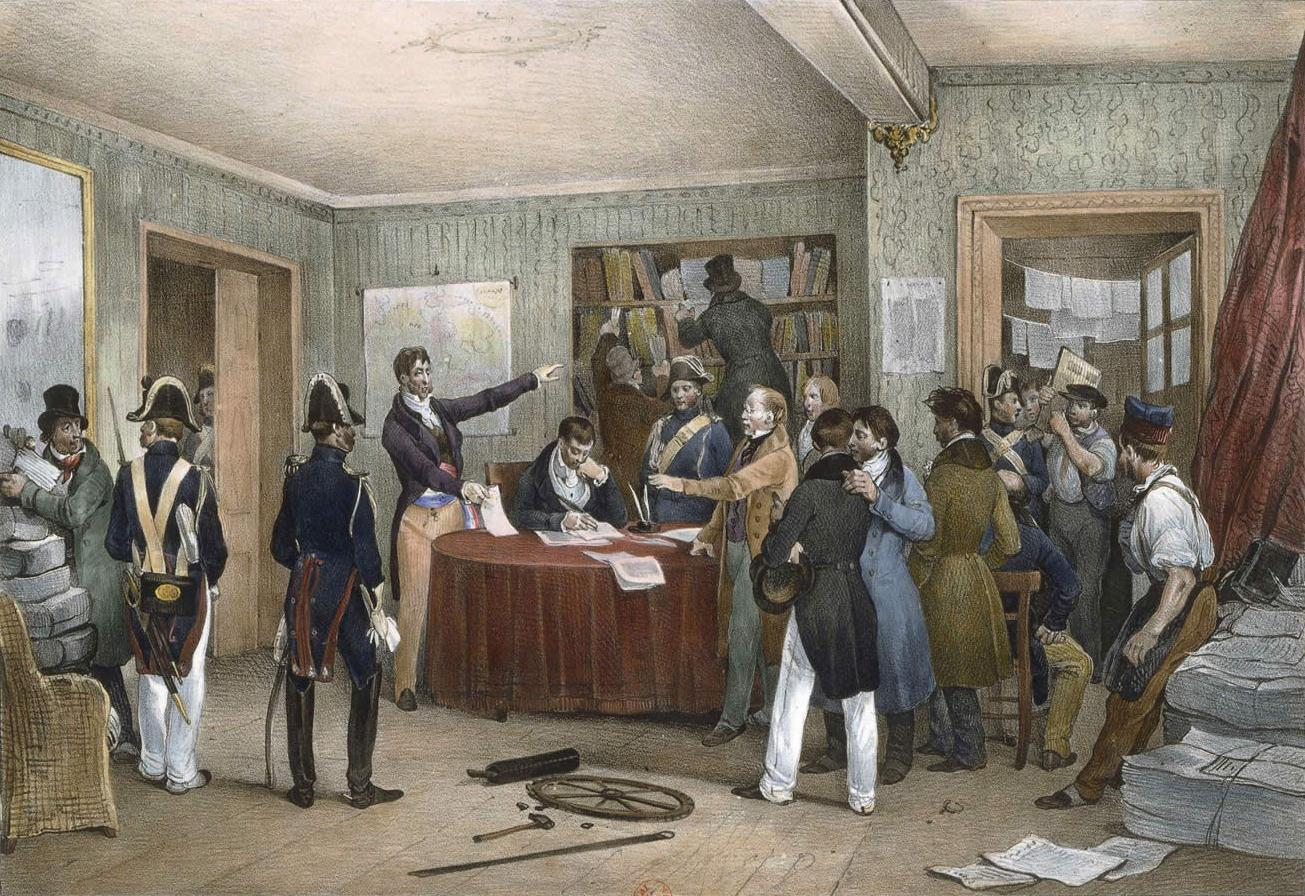
Конфискация газетного выпуска 27 июля 1830 года

Отказавшись войти в состав нового правительства, Минье принял место директора архива иностранных дел, чтобы иметь большую возможность предаваться любимому занятию историей. Вследствие этого Каррель остался единственным главным редактором «National», всецело отдался публицистике и сделался самым влиятельным журналистом своего времени и руководителем той части французского общества, которую не удовлетворяла буржуазная монархия Луи-Филиппа..
Тьер впоследствии стал министром внутренних дел, потом торговли, потом опять внутренних дел. От прежнего радикализма Тьера осталось мало: изменение его убеждений произошло параллельно с изменением убеждений крупной буржуазии, представителем которой был Тьер. Кабинет министров и сам Тьер, в частности, подвергались резким нападкам со стороны «National», руководимого уже Арманом Каррелем; Тьер отвечал судебными преследованиями против газеты, как и против других органов оппозиции.

## Конец издания
Запрещенная после переворота 2 декабря 1851 года газета перестала выходить 31 декабря того же года. Последнего владельца звали Ernest Caylus (1813—1878).